# Attentato di Varanasi del 2010
L'attentato terroristico di Varanasi del 2010 fu un attentato dinamitardo avvenuto il 7 dicembre 2010, in una delle città più sacre dell'induismo, Varanasi. L'esplosione avvenne poco dopo l'inizio di Ganga Aarti, il rito di ringraziamento al fiume sacro, presso Ghat Shitala, adiacente al principale Ghat Dashashwamedh. Nell'attentato persero la vita due persone (tra cui una bambina di due anni) e altre 37 rimasero ferite. L'attentato fu rivendicato dal gruppo militante islamista Indian Mujahideen.

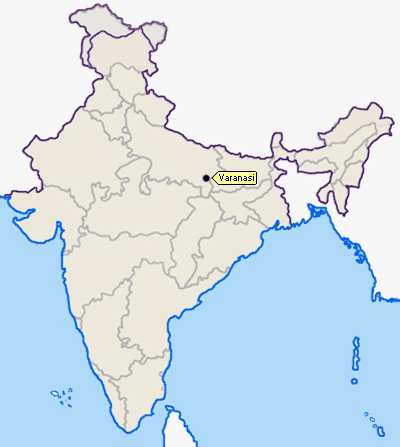
Varanasi in India

## L'attentato
Nella città sacra all'Induismo di Varanasi la cerimonia di ringraziamento al fiume sacro Gange (Ganga aarti) si tiene due volte al giorno: all'alba e al tramonto. Il ghat più affollato durante la cerimonia è il Dashashwamedh. Il 7 dicembre poco dopo l'inizio della cerimonia serale, questo ghat era assiepato di turisti e fedeli come sempre. Verso le 18.35 circa, una bomba nascosta all'interno di un contenitore per il latte esplose nell'adiacente ghat Shitala, seminando il panico. Una bambina di due anni rimase uccisa. Negli attimi che seguirono l'esplosione, una ringhiera si spezzò causando confusione e calca ulteriori nelle quali rimasero ferite alcune persone.

## Rivendicazione
La responsabilità dell'attacco fu rivendicata dal gruppo militante islamista Indian Mujahideen, con base in Pakistan, attraverso un'e-mail datata 6 dicembre inviata attraverso una connessione Wi-Fi dal sobborgo Vashi di Navi Mumbai. I Mujahideen affermarono di aver progettato l'attacco come vendetta per la sentenza sulla spartizione della moschea Babri del 30 settembre 2010. L'attentato infatti ebbe luogo il giorno dopo il diciottesimo anniversario della demolizione della moschea Babri di Ayodhya da parte di fanatici indù, avvenuto nel 1992. La corte suprema di Allahabad sancì che il terreno su cui sorgeva la moschea avrebbe dovuto essere spartito secondo le proporzioni di un terzo ai musulmani e due terzi agli indù.
Questo fu il secondo attentato di matrice terroristica nella città; infatti già nel 2006 la città fu scossa da una serie di esplosioni, in cui rimasero uccise oltre 15 persone.

## Conseguenze
Dopo l'incidente, 20 tra le persone ferite furono portate al  BHU Hospital, altre 13 nell'ospedale di Kabir Chaura, mentre 4 all'Heritage Hospital. Alcuni turisti stranieri rimasero feriti.
Dopo l'incidente, il primo ministro dell'Uttar Pradesh e il ministro degli affari interni visitarono il sito e pronunciarono un accorato appello alla pace. Il controllo della polizia fu intensificato nelle principali città come Nuova Delhi, Mumbai e Bangalore. A Hyderabad e Cyberabad l'intelligence allertò la polizia locale circa possibili attacchi contro cittadini olandesi nella città, dopo aver intercettato alcuni SMS che giuravano vendetta per il film olandese anti-islamico "Fitna", prodotto dal politico olandese Geert Wilders.

## Indagini
Il giorno seguente, l'intelligence indiana scoprì che dietro l'attentato c'erano i fratelli Bhatkal, Riyaz e Iqbal, allora a capo degli Indian Mujahideen. L'attentato stesso fu attuato dal Dr Shahnawaz, fratello di Mohammed Saif, arrestato nel corso di un'operazione di polizia contro il gruppo terroristico il 19 settembre 2008.
L'8 dicembre tre persone, tra cui Shahnawaz, furono arrestate dalla squadra antiterrorismo dell'Uttar Pradesh. Successivamente si scoprì che gli Indian Mujahideen erano inoltre collegati agli attentati del 13 aprile 2008 a Delhi.
Queste nuove azioni dimostrarono la rinascita del gruppo terroristico, inattivo dopo l'ultimo attentato del 2008. Il gruppo, tuttavia, era precedentemente sospettato di essere coinvolto nell'attacco alla Jama Masjid del settembre 2010, in cui due turisti furono feriti, avvenuto poco prima dei giochi del Commonweath.

## L'ordigno
Un ordigno esplosivo improvvisato (IED) fu ritrovato nel luogo dell'esplosione all'interno di una pattumiera di metallo. Non però fu trovata traccia né di esplosivo né di detonatore. L'ordigno non conteneva shrapnel e nessuno fu quindi ferito da schegge. Ciò suggerì agli inquirenti l'uso di esplosivo al plastico, PETN, TNT o C4. I risultati delle indagini rilevarono l'utilizzo di Semtex, un esplosivo plastico contenente RDX e pentaeritritolo tetranitrato (PETN).
La polizia dichiarò di aver ritrovato alcuni ordigni inesplosi.